# Лижне двоборство на зимових Олімпійських іграх 1964
Змагання з лижного двоборства на зимових Олімпійських іграх 1964 відбулися 2-3 лютого в Зеефельд-ін-Тіролі. Розіграно один комплект нагород.

## Чемпіони та призери

### Таблиця медалей
| Місце              | Країна                     | Золото | Срібло | Бронза | Загалом |
| ------------------ | -------------------------- | ------ | ------ | ------ | ------- |
| 1                  | Норвегія                   | 1      | 0      | 0      | 1       |
| 2                  | СРСР                       | 0      | 1      | 0      | 1       |
| 3                  | Об'єднана німецька команда | 0      | 0      | 1      | 1       |
| Загалом (3 збірні) | Загалом (3 збірні)         | 1      | 1      | 1      | 3       |

### Дисципліни
| Дисципліна             | Золото                    | Золото | Срібло                 | Срібло | Бронза                                  | Бронза |
| ---------------------- | ------------------------- | ------ | ---------------------- | ------ | --------------------------------------- | ------ |
| Індивідуальні змагання | Тормод Кнутсен · Норвегія | 469,28 | Микола Кисельов · СРСР | 453,04 | Ґеорґ Тома · Об'єднана німецька команда | 452,88 |

## Країни-учасниці
У змаганнях з лижного двоборства на Олімпійських іграх в Інсбруку взяли участь спортсмени 11-ти країн.
- Австрія (4)
- Фінляндія (4)
- Об'єднана німецька команда (4)
- Італія (2)
- Японія (3)
- Норвегія (4)
- Польща (1)
- Швейцарія (1)
- Чехословаччина (3)
- СРСР (3)
- США (3)